# Зелёное крыло
«Зелёное крыло» (англ. Green Wing) — британский ситком, действие которого разворачивается в вымышленной больнице Ист-Хэмптон. Он был создан той же командой, что и скетч–шоу «Шлёпни пони», Кэролайн Ледди и Викторией Пайл. Несмотря на то, что действие происходит в больнице, в нём нет сюжетных линий на тему медицины. Действие основано на серии поворотов в стиле мыльной оперы в личной жизни персонажей. Над сериалом работали восемь сценаристов. 
Сериал шёл с 3 сентября 2004 года по 19 мая 2006 года.

## Сюжет
Сюжет сериала сосредоточен на жизни сотрудников больницы Ист-Хэмптон. Сериал начинается с прибытия нового хирурга, Кэролайн Тодд. Кэролайн работает вместе с двумя другими врачами: Гаем Секретаном, высокомерным, женоподобным анестезиологом, и Маком Макартни, учтивым, модным хирургом. Проходит совсем немного времени, прежде чем у Кэролайн начинают развиваться чувства к ним обоим, хотя она и не уверена, кого из них двоих она действительно любит. На протяжении всего сериала становится ясно, что Мак — её настоящая любовь, но целый ряд злоключений мешает их отношениям. Среди других людей, с которыми встречается Кэролайн — Мартин Дорогой Деар, дружелюбный офицер, который постоянно проваливает экзамены. Его не любит мать, и Гай часто издевается над ним. Вскоре у Мартина появляются чувства к Кэролайн. Есть также Анджела Хантер, кажущаяся идеальной, старший регистратор по педиатрии. Кэролайн недолюбливает Анджелу, но в конце концов берет её к себе в качестве квартирантки.
Главным соперником Кэролайн в борьбе за Мака является Сью Уайт, офицер по связям с шотландским персоналом, нанятая для того, чтобы выслушивать и решать проблемы сотрудников Ист-Хэмптона. Однако Сью враждебна и презрительна по отношению к большинству людей. Единственный человек, к которому она относится с какой-то нежностью, ― это Мак, которого она любит до безумия.
Пожалуй, самым эксцентричным сотрудником является Алан Стэтэм, властный, заикающийся и педантичный консультант-рентгенолог. Он состоит в отношениях с Джоанной Клор, 48-летней начальницей отдела кадров, хотя она его презирает. Их отношения — не секрет, и студент-доктор Бойс часто намекает на это, когда подстрекает Алана. В штат Джоанны входят Ким Алабастер, Рэйчел, Харриет Шуленбург, перегруженная работой мать четверых детей, оказавшаяся в ловушке несчастливого брака, и Карен Болл, над которой часто издеваются Ким и Рэйчел.

## В ролях
- Марк Хип — Алан Стэтэм
- Тэмзин Грег — Кэролайн Тодд
- Джулиан Райнд-Татт — Мак Маккартни
- Сара Александер ― Анджела Хантер
- Салли Бреттон ― Ким Алабастер
- Оливер Крис ― Бойс
- Оливия Колман ― Харриет Шуленбург
- Мишель Гомес ― Сью Уайт
- Пиппа Хейвуд ― Джоанна Клор
- Кэти Лайонс — Непослушная Рэйчел
- Стивен Мэнгэн ― Гай Секретан
- Люсинда Рейкс ― Карен Болл
- Карл Теобальд ― Мартин Деар

## Производство
После успеха «Шлёпни пони» 4-й канал предоставил Пайл полную свободу действий в её следующем проекте. Их единственным требованием было то, чтобы в нём было достаточно повествовательной нити, чтобы сделать его скорее комедией положений, чем скетч-шоу.
В сериале была получасовая пилотная серия, снятая в 2002 году, которая так и не вышла в эфир. Сцены из пилотной серии были использованы в первой серии «Первый день Кэролайн», и их можно заметить по внешнему виду персонажей, в первую очередь по прическе Райнд-Татта. Пилот позволил сценаристам поэкспериментировать, например, использовать различные методы съемки. В пилотном эпизоде Дун Макичан сыграла Джоанну Клор и должна была сыграть её в оригинальном сериале, но покинула съёмки из-за беременности.
Хотя каждый сценарий полностью прописан, актёрам разрешалось импровизировать свои собственные шутки. Обычно мастер-классы используются для того, чтобы актёры могли импровизировать свой собственный материал. Одним из примеров импровизированного материала была идея Стивена Мэнгана влюбить Гая в Кэролайн. Съемочная группа сериала также появляется в нём в качестве статистов. Например, бывший помощник Пайл — Фил Секретан (в честь которого назван Гай) появляется в конце сцены в первой серии. Генри появляется на заднем плане во время экзамена Мартина.
Съемки проводились в двух больницах: Нортвик-Парк в Мидлсексе и Бейсингстоке. Это стало проблемой, так как сериал должен был сниматься в реальных больницах, с реальными врачами, пациентами и чрезвычайными ситуациями. В одной сцене в заключительном эпизоде первой серии Гай (Мэнган) бил по мячам для сквоша позади себя и чуть не сбил пациента. Однако некоторые сцены, например, в офисах Сью и Алана, были сняты в студии.
Говорят, что название «Зелёное крыло» произошло от маленького пластикового зелёного человечка с крыльями, который хранился в верхнем кармане исполнительного продюсера Питера Финчема и упал на стол Пайл. Финчэм утверждал, что это не его, поэтому Пайл оставила его себе. Этот пластиковый человечек появляется в конце титров.

## Критика
Сериал получил в целом положительные отзывы. Газета Evening Standard написала, что это была комедия, столь же физически ловкая, сколь и словесно острая, а газета The Guardian написала, что «Зелёное крыло» ― самая инновационная комедия со времен «Офиса». В обзоре телевидения в 2006 году Кэтрин Флетт в The Observer назвала сериал одной из десяти лучших телевизионных программ года. В журнале Broadcast сериал был признан вторым лучшим комедийным сериалом в 2006 году. В Южной Африке газета Sunday Times of South Africa признала сериал лучшей программой DStv 2007 года. Композитор Дэниел Пембертон написал, что саундтрек к «Зелёному крылу» был одним из самых инновационных телевизионных саундтреков за последние годы.

## Награды
Сериал получил первую премию зрительских симпатий BAFTA Pioneer Audience Award в 2005 году. Это единственная награда BAFTA, за которую голосует широкая публика. Пиппа Хейвуд получила награду Золотая роза 2005 года за лучшее женское комедийное исполнение. Тэмсин Грейг получила награду на премии RTS Awards в 2005 году за лучшее комедийное исполнение. Джонатан Уайтхед получил награду за лучшую оригинальную партитуру на RTS Craft & Design Awards 2005. Грейг получил номинацию BAFTA за лучшее комедийное исполнение в 2005 году, уступив Дэвиду Уоллиамсу и Мэтту Лукасу.
«Зелёное крыло» также несколько раз побеждало в Comedy.co.uk Awards.